# Godiva
Pour les articles homonymes, voir Godiva (homonymie).
 (novembre 2024).
Godiva (forme latinisée du vieil anglais Godgifu) est une anglo-saxonne du XIe siècle, épouse du comte Léofric de Mercie. Sa vie est mal connue. Son nom est associé à une légende apparue plus d'un siècle après sa mort, selon laquelle elle aurait traversé les rues de Coventry à cheval, entièrement nue, afin de convaincre son époux de diminuer les impôts qu'il prélevait sur ses habitants. Bien que dépourvue de tout fondement historique, la chevauchée de Lady Godiva a inspiré de nombreux artistes.

## Légende
L'histoire raconte qu'elle était la belle épouse de Léofric (968-1057), comte de Mercie et seigneur de Coventry. Les habitants de cette ville souffraient sous l'imposition accablante du comte. À plusieurs reprises, Dame Godiva fit appel à son mari, qui refusait obstinément de diminuer les taxes. Enfin, las de son insistance, il prétendit accéder à sa demande si elle montait à cheval nue dans les rues de la ville. Dame Godiva le prit au mot, et traversa la ville, vêtue seulement de ses longs cheveux. Son mari tint parole et supprima les impôts.
La forme la plus ancienne de la légende raconte la traversée du marché de Coventry par Godiva, accompagnée par deux chevaliers, alors que le peuple était rassemblé. Cette version est narrée dans Flores Historiarum de Roger de Wendover (mort en 1236), un collectionneur d'anecdotes quelque peu crédule, qui citait lui-même un autre auteur plus ancien.
On pense généralement que les longs cheveux de Godiva sont un ajout ultérieur à la légende. D'autres éléments et thèmes sont coutumiers dans les contes : le seigneur intransigeant, la promesse exigée, des conditions de vie très difficiles, la chasteté. Un élément par contre ne l'est pas : la puissance et l'indépendance d'une épouse anglo-saxonne de la classe aristocratique.[réf. nécessaire]
Une des variantes de la légende veut que les habitants de Coventry, pour montrer leur reconnaissance envers leur Dame, se soient tous enfermés chez eux pendant son passage. Seul un curieux, nommé Tom, aurait osé enfreindre la consigne et aurait jeté un coup d'œil à la dérobée ; mais en guise de punition, il devint aveugle sur-le-champ. C'est de là que vient l'expression anglaise Peeping Tom, très souvent remplacée dans la langue actuelle par le français « voyeur ». Selon certaines sources, cette légende serait née en 1586 : on aurait demandé au peintre Adam van Noort de représenter l'épisode et il aurait montré Léofric en train d'épier sa femme par la fenêtre pour se convaincre qu'elle tenait effectivement sa promesse. Le public aurait mal interprété ce détail, prenant le comte pour un simple indiscret.

Lady Godiva, tableau d'Adam van Noort, 1586.
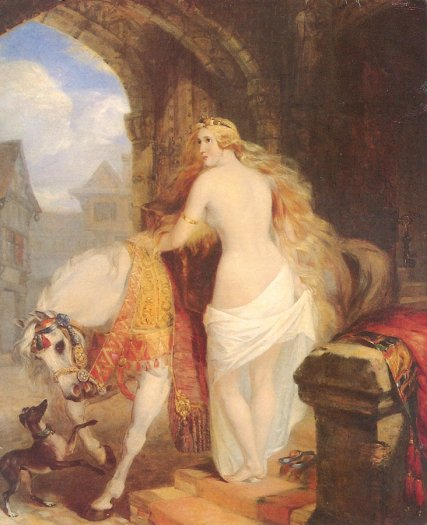
Lady Godiva, tableau de Marshall Claxton, 1850, Herbert Art Gallery and Museum, Coventry.
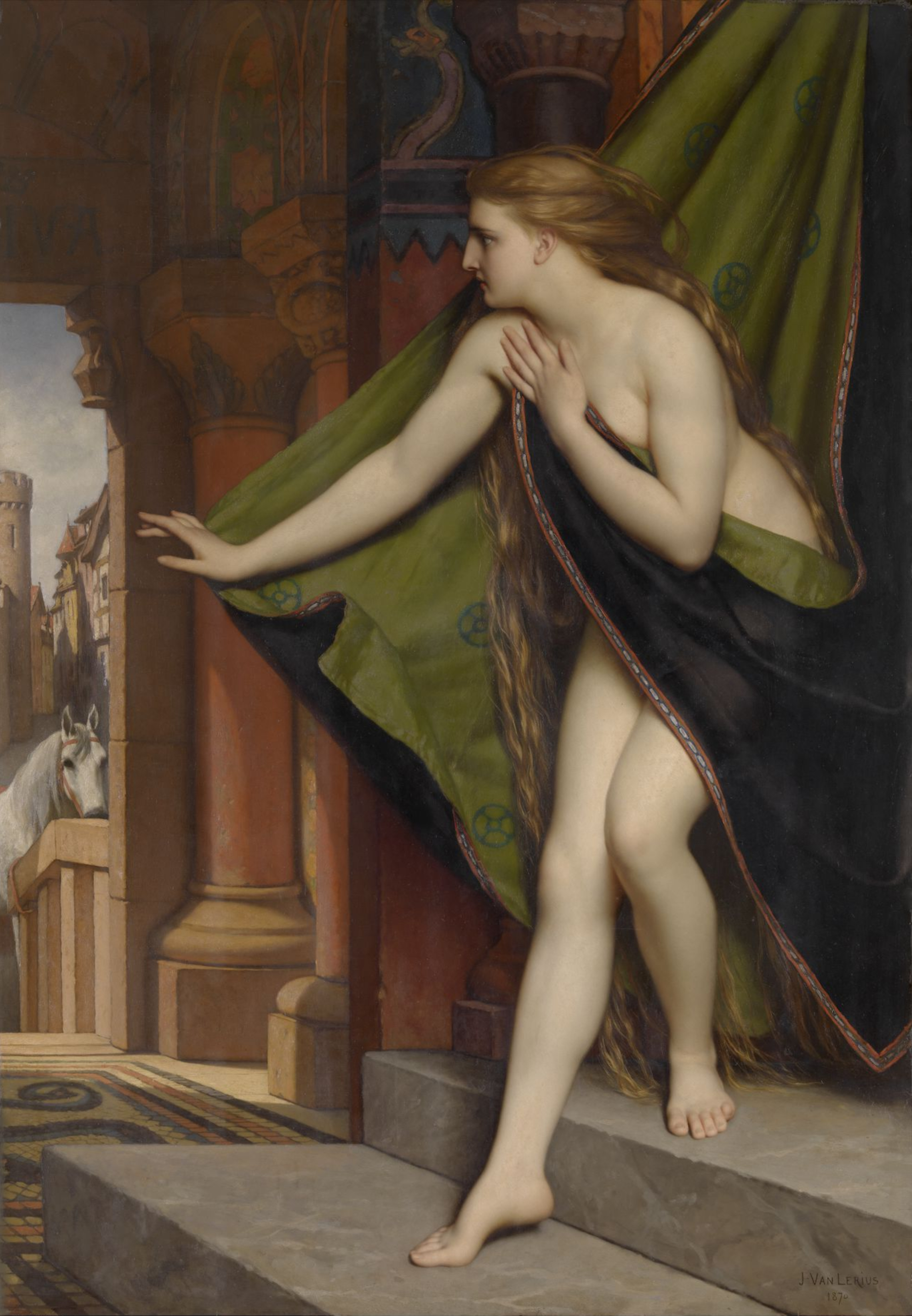
Lady Godiva, peinture de Joseph Van Lerius en 1870.

## Histoire

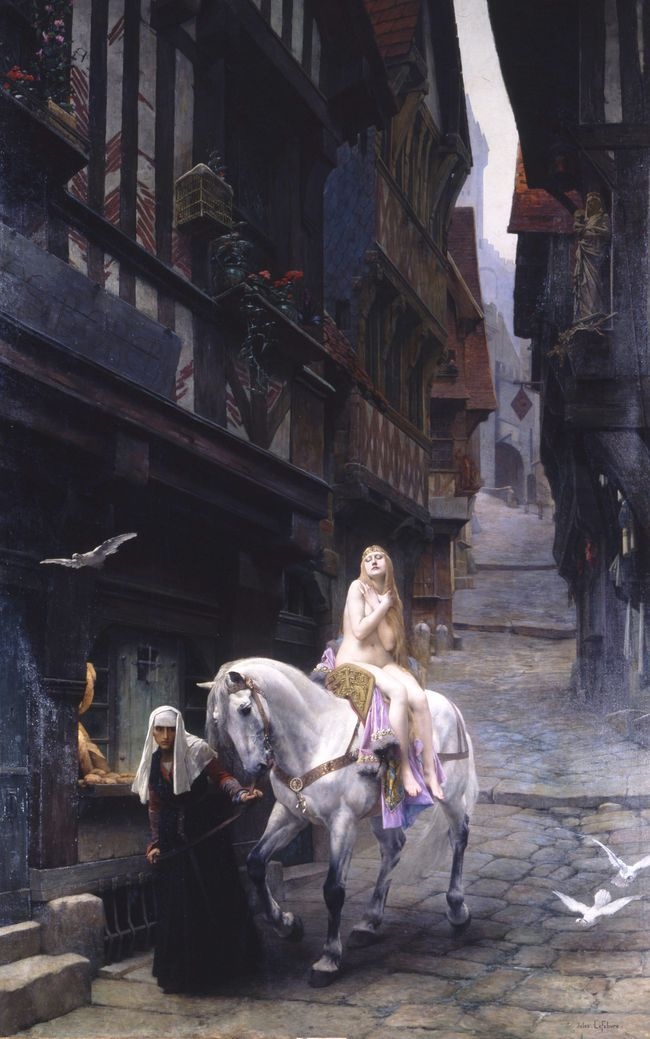
Lady Godiva, huile sur toile de Jules Lefebvre, 1890,, musée de Picardie, Amiens.

Il est certain qu'une dame de ce nom a existé au XIe siècle, comme le démontrent plusieurs documents anciens, comme la charte de Stow, la charte de Spalding, et l'enquête de Domesday, bien que l'orthographe du nom change considérablement suivant les écrits. Il apparaîtrait, selon les chroniques d'Ely (Liber Eliensis), à la fin du XIIe siècle, qu'elle était veuve quand Léofric l'épousa en 1040. Elle a aidé à la fondation d'un monastère à Stow, Lincolnshire. En 1043, elle persuade son mari de construire un monastère bénédictin à Coventry. Sa devise, « di Ego Godiva Comitissa diu istud desideravi », a été trouvée sur la charte donnée par son frère, Thorold de Bucknall, shérif de Lincolnshire, au monastère bénédictin de Spalding ; et elle est commémorée comme bienfaitrice dans d'autres monastères, à Leominster, Chester, Wenlock, Worcester, et Evesham. Son nom est mentionné dans le Domesday's Book de 1086 parmi ceux des quelques Anglo-Saxons qui conservèrent des terres après la conquête normande. Elle aurait été enterrée sous un des porches de l'église de l'abbaye. Dugdale (1656) affirme qu'un vitrail où figuraient des représentations de Leofric et Godiva a été placé dans l'église de la Trinité, à Coventry, pendant le règne de Richard II.
Au XIIIe siècle le roi Édouard Ier a voulu savoir exactement ce qu'il en était de cette légende. L'étude des annales de Coventry a bien confirmé qu'à partir de 1057 l'impôt n'a effectivement plus été perçu, mais on n'a trouvé aucune preuve que ce fût dû à l'événement qu'on racontait.

## Commémoration
Le cortège de Godiva, commémoration du tour légendaire, institué le 31 mai 1678 comme élément de la foire de Coventry, a été célébré régulièrement jusqu'en 1826. De 1848 à 1887 il a été rétabli, et continue encore aujourd'hui. Les participants s'habillent en costumes du XIe siècle. Le défilé commence à partir des ruines de l'ancienne cathédrale et emprunte l'itinéraire suivi autrefois par la courageuse lady, passant bien sûr près de son monument. On joue des musiques d'époque et divers concours sont organisés, dont le plus populaire est celui de la meilleure lady Godiva. Il faut préciser que seules des femmes y participent, vêtues de costumes du XIe siècle ; la seule condition, absolue, est d'avoir des cheveux longs et dorés.
Malgré l'étrangeté de la chose, il arrive que des boutiques de vêtements prennent le nom de « Lady Godiva ».
Le chocolatier belge Joseph Draps créa la marque Godiva en 1926. Le logo de la marque est une femme nue à cheval.